# Sabato Morais
Sabato Morais (in ebraico שבתאי מוראיס‎?; Livorno, 13 aprile 1823 – Filadelfia, 11 novembre 1897) è stato un rabbino, teologo e educatore italiano naturalizzato statunitense, di fede ebrea ortodossa.
Leader italo-americano della Sinagoga Kahal Kadosh Mikveh Israel, fu pioniere degli studi ebraici italiani in America, e fondatore del Jewish Theological Seminary (JTS) a New York.

## Il periodo italiano e londinese
Morais nacque a Livorno da una famiglia ebrea di lontana origine portoghese. Il padre, Samuel Morais, era un repubblicano ardente, e fu anche imprigionato per le sue idee politiche. Il giovane Sabato perseguì i propri studi sotto i rabbini Funaro, Curiat, e Abraham Baruch Piperno, e si guadagnò la menzione d'onore in belles-lettres sotto Prof. Salvatore de Benedetti. Oltre ad ebraico e italiano, acquisì familiarità anche con l'aramaico, il francese e lo spagnolo .
Morais rimase a Livorno fino al 1845, quando si recò a Londra nella speranza di ricoprire il posto vacante di assistente hazzan della congregazione spagnola e portoghese in quella città. A causa della sua scarsa familiarità con l'inglese non riuscì ad assicurarsi il posto e dovette rientrare a Livorno, ma l'anno successivo (1846) accettò l'invito a diventare maestro ebraico della Scuola degli orfani della stessa congregazione. Rimase a Londra cinque anni, perfezionandosi nella conoscenza della lingua inglese. Durante questo periodo formò una stretta amicizia con Giuseppe Mazzini, anch'egli allora a Londra, ed abbracciò la causa mazziniana per la libertà italiana.

## Eletto Hazzan a Philadelphia
Nel 1850, a causa del ritiro di Isaac Leeser, il pulpito della congregazione Mikveh Israel di Filadelfia divenne vacante, e Morais fu candidato per il posto. Arrivato a Filadelfia il 17 marzo 1851, cominciò subito a svolgere le funzioni richieste onde essere eletto ufficialmente 13 aprile. Nel 1855 sposò Clara Ester Weil, che morì nel 1872, lasciando sette figli.
Dalla data della sua installazione come hazzan fino alla sua morte la fama e l'influenza di Morais fu in continua crescita. Come difensore del giudaismo ortodosso, Morais respinse ogni appello in favore di innovazioni rituali rispetto alla pratica tradizionale, conquistandosi la stima dei suoi avversari per coerenza e integrità . I suoi sermoni coprono un vasto ambito di pensiero e di azione. Durante la guerra civile si schierò apertamente a favore dell'abolizionismo.

## Fondatore del Jewish Theological Seminary di New York
Quando, nel 1867, il Maimonide College fu fondato a Philadelphia, Morais ne divenne professore di Bibbia e letteratura biblica durante i sei anni di esistenza dell'istituzione. Di fronte ai progressi della Riforma, Morais avvertì l'urgenza di un istituto per la formazione dei ministri ebraici secondo le linee storiche tradizionali. Fu così tra i co-fondatori nel gennaio 1886 del Jewish Theological Seminary di New York, di cui fu primo preside della facoltà e docente di Bibbia, fino alla sua morte.
Nel 1887 l'Università della Pennsylvania gli conferì la laurea honoris causa di dottore in legge, essendo egli il primo ebreo così onorato da tale istituzione. Molti dei suoi lavori sono custoditi in un fondo presso la biblioteca di quell'istituzione.
L'istituzione del Jewish Theological Seminar costituisce il contributo più significativo e duraturo di Morais all'ebraismo americano. La cattedra di letteratura biblica e di esegesi è ancor oggi intitolata alla sua memoria.
Un altro campo di ricerca nel quale Morais fu precursore fu quello degli studi sull'ebraismo italiano, fino ad allora del tutto sconosciuti in America. Tra le sue opere più significative nel settore si annoverano: 
- Una traduzione dei Prolegomena to a Grammar of the Hebrew Language, di Samuel David Luzzatto (su Fifth Biennial Reprotport of the Jewish Theological Seminary)
- An Essay on the Jew in Italy (su Second Biennial Report dello stesso)
- Italian Jewish Literature (su Publications of Gratz College, 1897)